# Grand Prix de Tennis de Toulouse
Il Grand Prix de Tennis de Toulouse (conosciuto anche come Adidas Open de Toulouse Midi-Pyrénées) era un torneo maschile di tennis che si giocava a Tolosa in Francia nella categoria ATP International Series. La superficie utilizzata è stata il sintetico indoordal 1982 al 1993 e il cemento dal 1994 al 2000.

## Albo d'oro

### Singolare
| Anno | Vincitore          | Finalista          | Punteggio     |
| ---- | ------------------ | ------------------ | ------------- |
| 1982 | Yannick Noah (1)   | Tomáš Šmíd         | 6–3, 6–2      |
| 1983 | Heinz Günthardt    | Pablo Arraya       | 6–0, 6–2      |
| 1984 | Mark Dickson       | Heinz Günthardt    | 7–6, 6–4      |
| 1985 | Yannick Noah (2)   | Tomáš Šmíd         | 6–4, 6–4      |
| 1986 | Guy Forget (1)     | Jan Gunnarsson     | 4–6, 6–3, 6–2 |
| 1987 | Tim Mayotte        | Ricki Osterthun    | 6–2, 5–7, 6–4 |
| 1988 | Jimmy Connors (1)  | Andrej Česnokov    | 6–2, 6–0      |
| 1989 | Jimmy Connors (2)  | John McEnroe       | 6–3, 6–3      |
| 1990 | Jonas Svensson     | Fabrice Santoro    | 7–6(5), 6–2   |
| 1991 | Guy Forget (2)     | Amos Mansdorf      | 6–2, 7–6(4)   |
| 1992 | Guy Forget (3)     | Petr Korda         | 6–3, 6–2      |
| 1993 | Arnaud Boetsch (1) | Cédric Pioline     | 7–6(5), 7–5   |
| 1994 | Magnus Larsson     | Jared Palmer       | 6–1, 6–3      |
| 1995 | Arnaud Boetsch (2) | Jim Courier        | 6–4, 6–7, 6–0 |
| 1996 | Mark Philippoussis | Magnus Larsson     | 6–1, 5–7, 6–4 |
| 1997 | Nicolas Kiefer     | Mark Philippoussis | 7–5, 5–7, 6–4 |
| 1998 | Jan Siemerink      | Greg Rusedski      | 6–4, 6–4      |
| 1999 | Nicolas Escudé     | Daniel Vacek       | 7–5, 6–1      |
| 2000 | Àlex Corretja      | Carlos Moyá        | 6–3, 6–2      |

### Doppio
| Anno | Vincitori                                | Finalisti                          | Punteggio           |
| ---- | ---------------------------------------- | ---------------------------------- | ------------------- |
| 1982 | Pavel Složil (1) Tomáš Šmíd (1)          | Jean-Louis Haillet Yannick Noah    | 6–4, 6–4            |
| 1983 | Heinz Günthardt Pavel Složil (2)         | Bernard Mitton Butch Walts         | 5–7, 7–5, 6–4       |
| 1984 | Jan Gunnarsson Michael Mortensen         | Pavel Složil Tim Wilkison          | 6–4, 6–2            |
| 1985 | Ricardo Acuña Jakob Hlasek               | Pavel Složil Tomáš Šmíd            | 3–6, 6–2, 9–7       |
| 1986 | Miloslav Mečíř Tomáš Šmíd (2)            | Jakob Hlasek Pavel Složil          | 6–2, 3–6, 6–4       |
| 1987 | Wojciech Fibak Michiel Schapers          | Kelly Jones Patrik Kühnen          | 6–2, 6–4            |
| 1988 | Tom Nijssen (1) Ricki Osterthun          | Mansour Bahrami Guy Forget         | 6–3, 6–4            |
| 1989 | Mansour Bahrami Éric Winogradsky         | Todd Nelson Roger Smith            | 6–2, 7–6            |
| 1990 | Neil Broad Gary Muller                   | Michael Mortensen Michiel Schapers | 7–6, 6–4            |
| 1991 | Tom Nijssen (2) Cyril Suk                | Jeremy Bates Kevin Curren          | 4–6, 6–3, 7–6       |
| 1992 | Brad Pearce Byron Talbot                 | Guy Forget Henri Leconte           | 6–1, 3–6, 6–3       |
| 1993 | Byron Black Jonathan Stark               | David Prinosil Udo Riglewski       | 7–5, 7–6            |
| 1994 | Menno Oosting Daniel Vacek               | Patrick McEnroe Jared Palmer       | 7–6, 6–7, 6–3       |
| 1995 | Jonas Björkman John-Laffnie de Jager     | Dave Randall Greg Van Emburgh      | 7–6, 7–6            |
| 1996 | Jacco Eltingh (1) Paul Haarhuis (1)      | Olivier Delaître Guillaume Raoux   | 6–3, 7–5            |
| 1997 | Jacco Eltingh (2) Paul Haarhuis (2)      | Jean-Philippe Fleurian Maks Mirny  | 6–3, 7–6(6)         |
| 1998 | Olivier Delaître (1) Fabrice Santoro (1) | Paul Haarhuis Jan Siemerink        | 6–2, 6–4            |
| 1999 | Olivier Delaître (2) Jeff Tarango        | David Adams John-Laffnie de Jager  | 3–6, 7–6(2), 6–4    |
| 2000 | Julien Boutter Fabrice Santoro (2)       | Donald Johnson Piet Norval         | 7–6(8), 4–6, 7–6(5) |